# Annexatie van de Krim (2014)
De annexatie van het schiereiland de Krim door Rusland vond plaats op 18 maart 2014, met uitzondering van het op dat moment door Oekraïne gecontroleerde deel van de Schoorwal van Arabat. De annexatie was onderdeel van de Russisch-Oekraïense Oorlog.

## Achtergrond
Het Russische Rijk had de Krim in 1783 geannexeerd na haar overwinning in de Russisch-Turkse Oorlog. Het schiereiland kwam vervolgens binnen de Sovjet-Unie in de Russische SFSR. In 1954 droeg toenmalig Sovjetleider Nikita Chroesjtsjov de Krim over aan de Oekraïense sovjetrepubliek, waarna het schiereiland onderdeel werd van het onafhankelijke Oekraïne. Deze voorgeschiedenis werd een centraal thema van Russische propagandisten om de annexatie van 2014 te rechtvaardigen en de beslissing van Chroesjtsjov in 1954 als onrechtmatig te bestempelen.

### Strategisch belang Krim
Voor Rusland is de Krim van groot strategisch belang, onder meer vanwege de haven voor de Zwarte Zeevloot in Sebastopol, die de Russische marine middels het Charkov-pact van 2010 huurt van Oekraïne, maar ook vanwege de controle over de Straat van Kertsj. Ook de ontdekking van grote gasreserves in het Oekraïense deel van de Zwarte Zee zouden een rol hebben gespeeld. Rusland poogde eerder de exploitatie ervan onder contract te leggen, maar de Oekraïense regering koos in januari 2013 voor Shell. 
De Russische premier Dmitri Medvedev liet op 24 februari 2014 weten de nieuwe regering in Kiev na de Revolutie van de Waardigheid niet te erkennen: "Het is moeilijk voor ons om met zo'n regering samen te werken, maar sommige andere landen denken daar anders over. Het lijkt me een dwaling om een regering die via een gewapende opstand aan de macht komt, wettig te noemen". Ook verklaarde hij: "De levens van Russen en de Russische belangen in Oekraïne staan op het spel".
De meeste Krim-Tataren, ongeveer 12,1 procent van de Krimbevolking, waren tegen Russisch ingrijpen en steunden de nieuwe machthebbers in Kiev. De Mejlis van de Krim-Tataren had bij monde van voorzitter Refat Tsjoebarov opgeroepen tot het vormen van zelfverdedigingsploegen.

## Russische inval

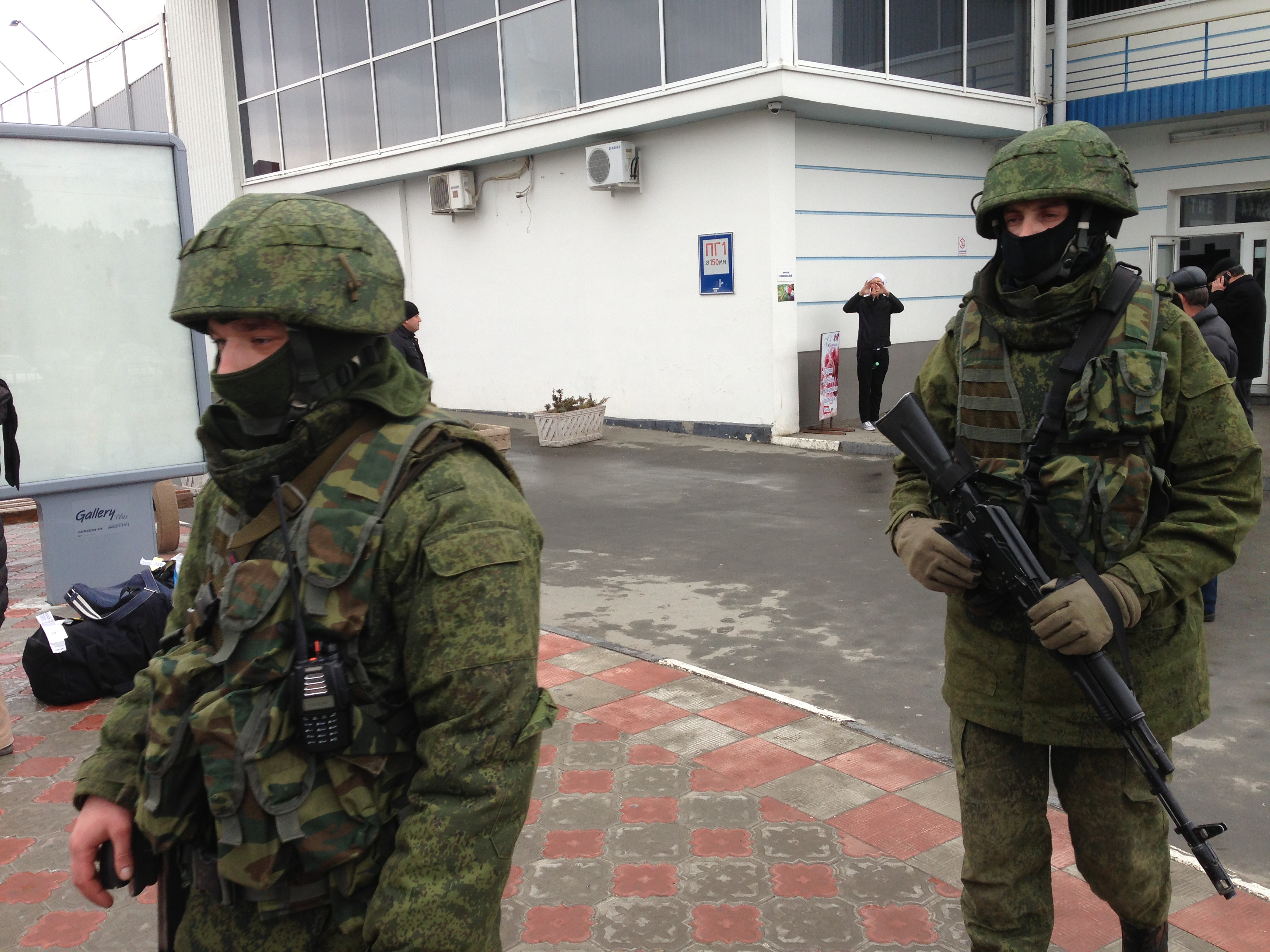
Russische troepen met ongemarkeerde uniformen op patrouille op de Internationale luchthaven Simferopol, 28 februari 2014

Op 22 en 23 februari trokken Russische troepen via Novorossiejsk de landsgrens over en de Krim binnen. In Simferopol, de hoofdstad van de autonome republiek van de Krim, en de zelfstandig bestuurde havenstad Sebastopol werden controleposten opgericht door niet-gemarkeerde Russische speciale eenheden. Zij waren gekleed in groene ongemarkeerde uniformen om lokale Oekraïense milities te suggereren en de verdenking van een directe Russische invasie te vermijden.

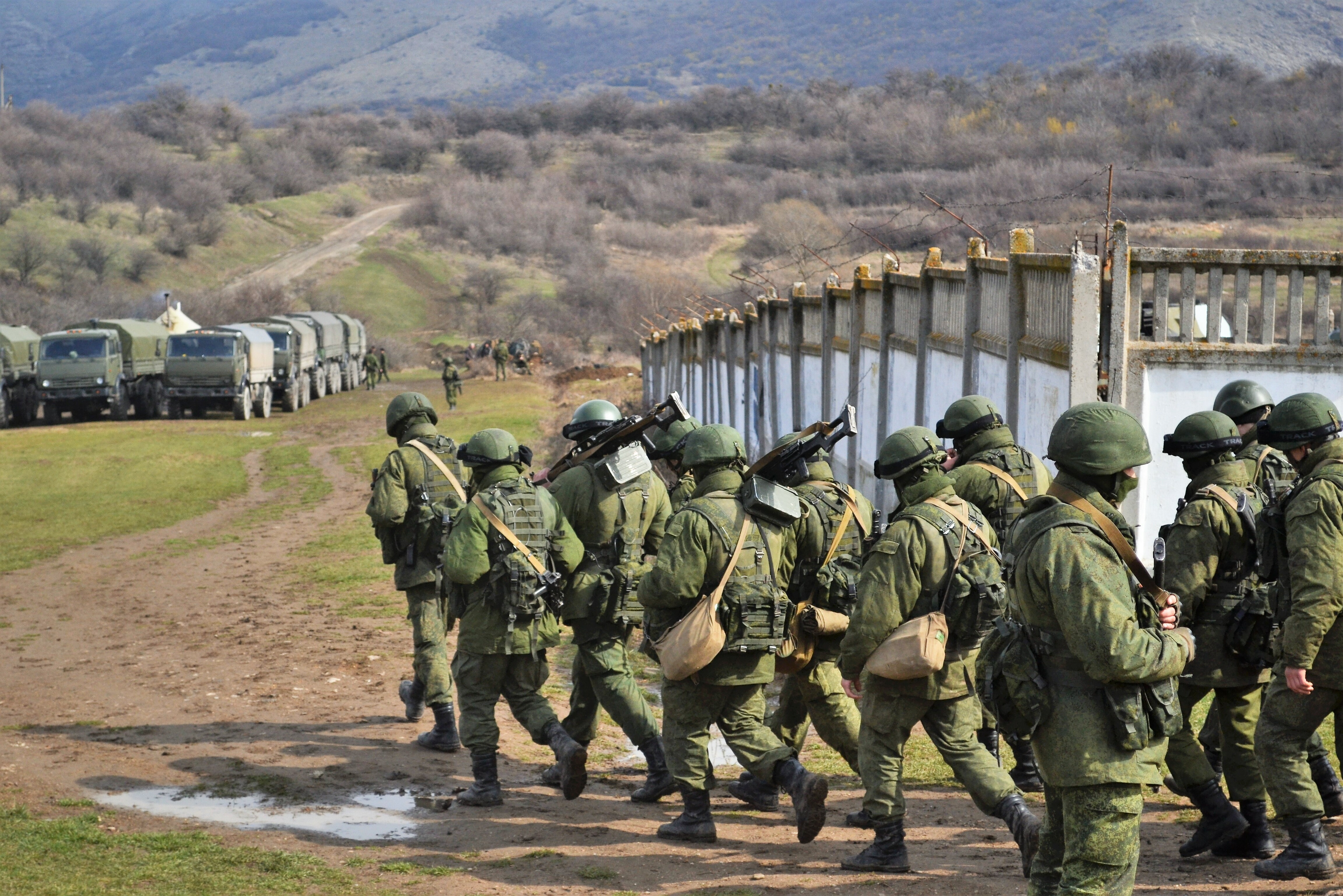
Ongemarkeerde Russische manschappen en vrachtwagens (9 maart 2014).

Op 27 februari begonnen de ongemarkeerde troepen een opmars over het hele schiereiland, waar ze strategische posities innamen, het Krim-parlement in de regionale hoofdstad Simferopol veroverden en er de Russische vlag hesen. Twee vliegvelden bij Simferopol en Sebastopol werden bezet door Russische militairen. Lokale speciale politie-eenheden van de Berkoet namen controleposten in beslag op de landengte van Perekop en het schiereiland Tsjonhar.
Het schiereiland werd door deze acties feitelijk afgesloten van de rest van Oekraïne en het interne verkeer werd beperkt. Volgens het Oekraïense parlementslid Hennadij Moskal, voormalig hoofd van de politie van de Krim, had de lokale Berkoet gepantserde personenwagens, granaatwerpers, aanvalsgeweren, machinegeweren en andere wapens ter beschikking. De Veiligheidsraad van de Verenigde Naties kwam naar aanleiding van deze gebeurtenissen bijeen in New York.

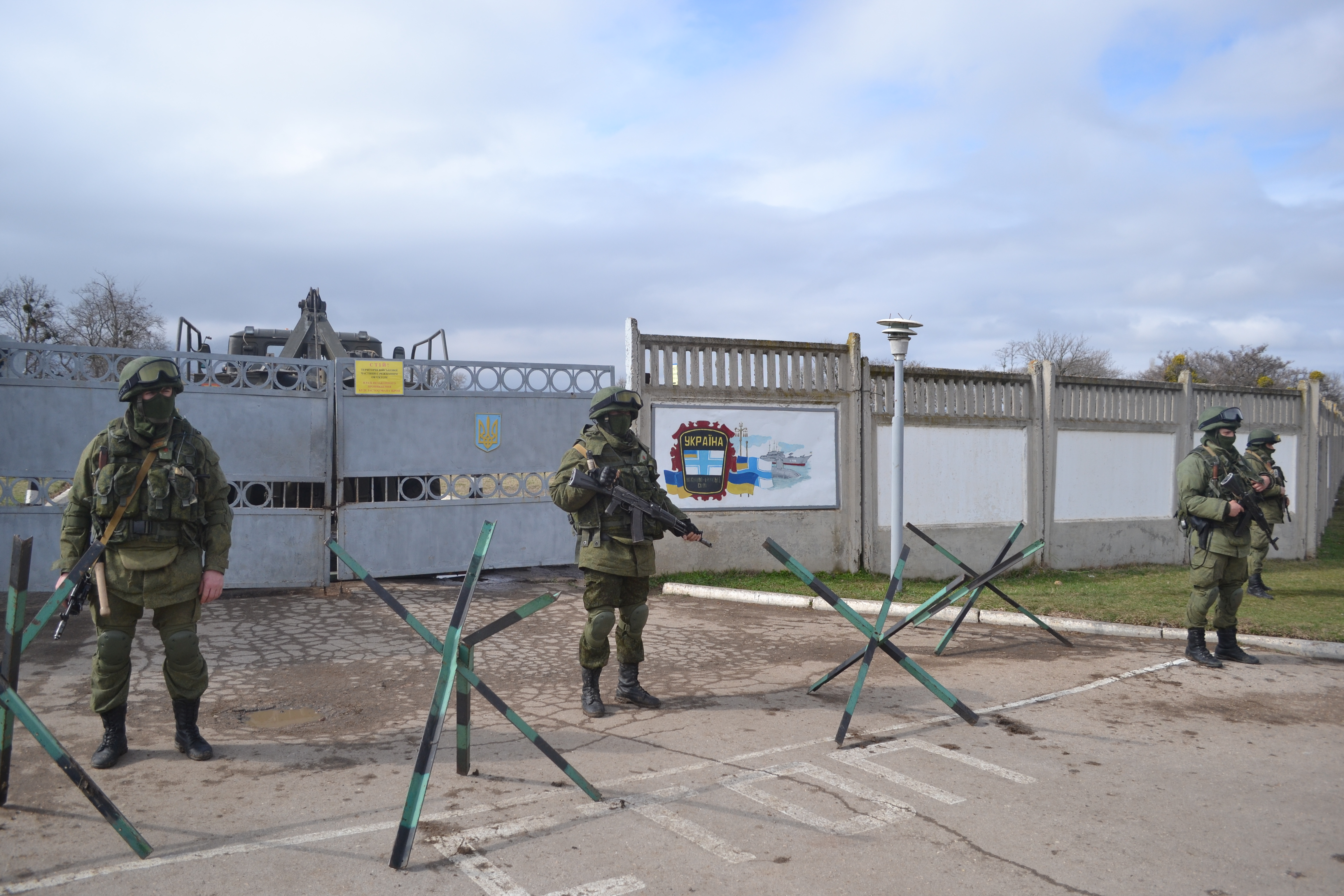
Russische troepen blokkeren de Oekraïense militaire basis in Perevalne.

Op 1 maart 2014 kreeg president Poetin, nadat hij daar zelf om had gevraagd, toestemming van de Russische Federatieraad om de Russische strijdkrachten in te zetten in Oekraïne. Tot dan toe deed Rusland alsof de ongemarkeerde milities niet Russisch waren. Volgens Poetin waren de troepen nodig op de Krim om de etnische Russen en de Zwarte Zeevloot te beschermen. Drie uur later liet waarnemend president Oleksandr Toertsjynov weten dat het Oekraïense leger was overgegaan tot mobilisatie. Hij waarschuwde Rusland dat elke militaire actie in Oekraïne zou leiden tot oorlog.

## Annexatie
De Russische wet voorziet niet in de unilaterale toetreding van delen van buitenlandse staten tot de Russische Federatie. Om over te gaan tot formele juridische annexatie en opname in het Russische staatsbestel moest de Krim zich eerst onafhankelijk verklaren, de erkenning van Rusland krijgen en dan een aansluitingsverzoek indienen op basis van een volksraadpleging. Deze procedure werd ook in 2022 gebruikt bij de Russische annexatie van de Oekraïense oblasten Donetsk, Cherson, Loehansk en Zaporizja.

### Referendum

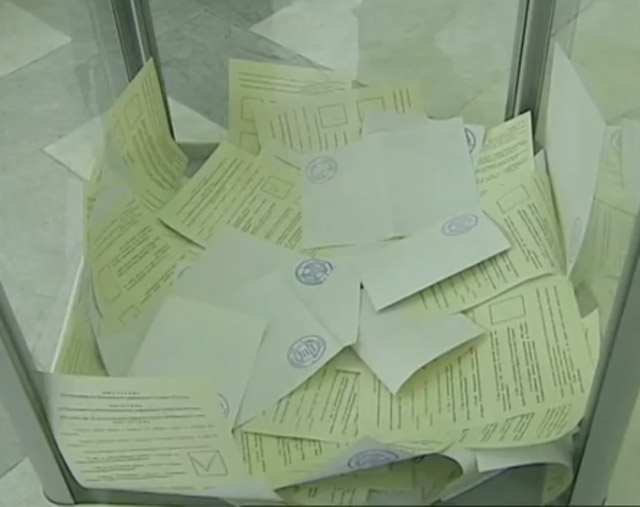
Stembiljetten over de status van de Krim.

Na de militaire overname van de Krim installeerden de Russen er een pro-Russisch parlement met aan het hoofd Sergej Aksjonov. Het parlement schreef een referendum uit met daarin twee opties:
- aansluiting bij Rusland
- herstel van de grondwet van 1992 en de status van de Krim binnen Oekraïne.

Dit referendum werd op zondag 16 maart 2014 in zowel de autonome republiek van de Krim als Sebastopol gehouden. In het gezamenlijke gebied koos een geclaimde meerderheid van ruim 97%, bij een opkomst van 83%, voor aansluiting bij Rusland.
De resultaten van het referendum en de opkomst werden feitelijk vervalst door het Russische leiderschap. Volgens een rapport van de Russische presidentiële raad voor de mensenrechten werd de werkelijke opkomst bij het Krimreferendum geschat op slechts 30%, waarvan slechts 50-60% voor aansluiting bij Rusland stemde, in tegenstelling tot de geclaimde 97% onder de Russische bezetting. Vertegenwoordigers van de Krim-Tataren kwamen tot soortgelijke cijfers.

### Onafhankelijkheidsverklaring
Enkele dagen voor het referendum, op 11 maart 2014, werd een voorwaardelijke onafhankelijkheidsverklaring al goedgekeurd door het lokale parlement, indien de bevolking voor aansluiting bij Rusland zou kiezen. In dat geval zouden Sebastopol en de autonome republiek van de Krim zich van Oekraïne afscheiden en zich als de onafhankelijke 'Republiek van de Krim' verenigen. Op 17 maart werd de uitslag van het referendum door het lokale parlement erkend en werd de Republiek van de Krim een feit. Nog op dezelfde dag werd deze republiek erkend door Rusland en door Abchazië en Zuid-Ossetië, twee onder Russische controle staande en van Georgië afgescheiden gebieden.

### Opname door Rusland

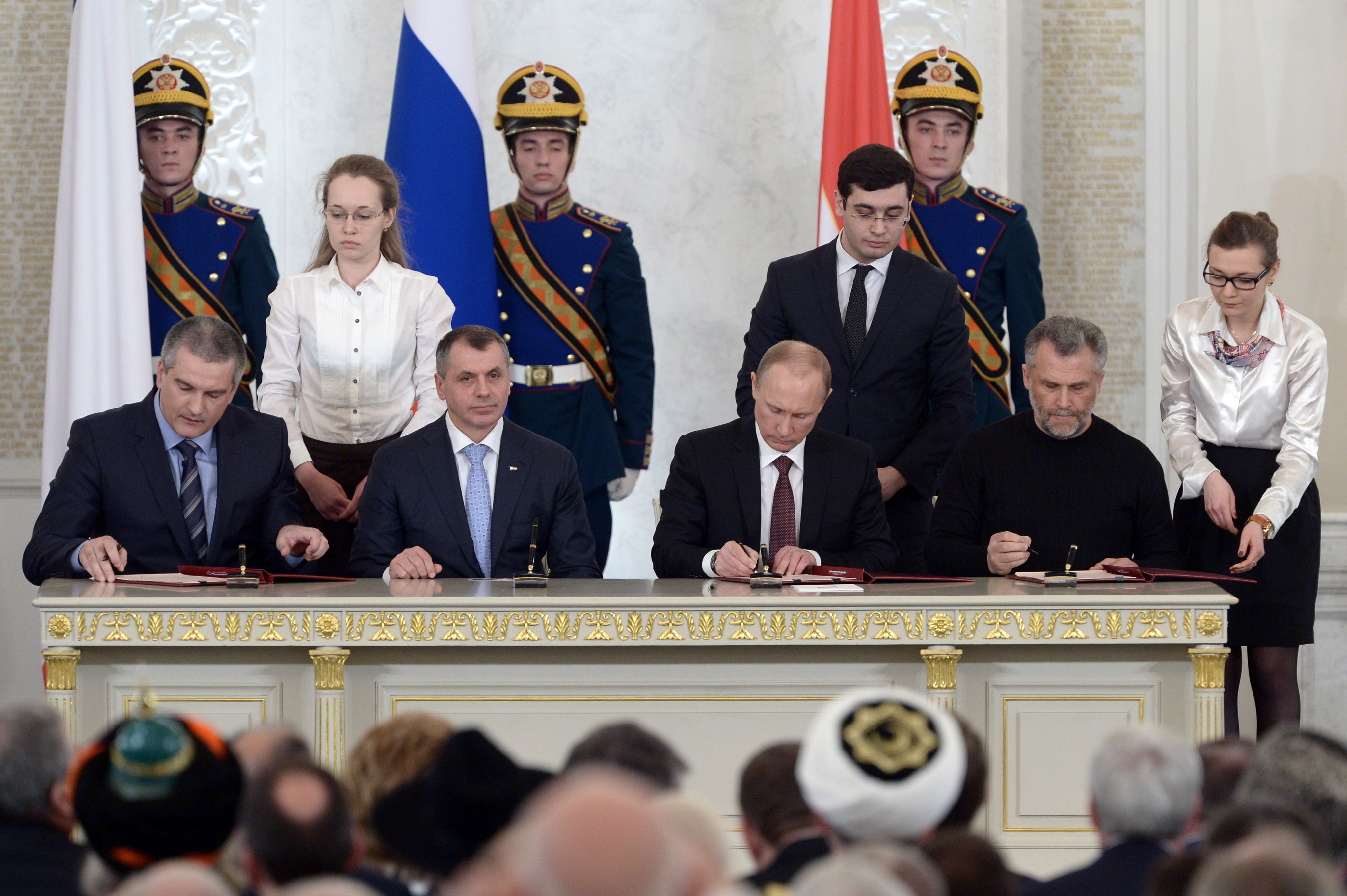
Ondertekening van het verdrag inzake de toelating van de "Republiek van de Krim" tot de Russische Federatie.

Daags na het het uitroepen van de 'Republiek van de Krim', tekende de zelfverklaarde republiek een verdrag met Rusland waarin de aansluiting bij Rusland bezegeld werd. De republiek heeft aldus één dag bestaan. Bij de toetreding tot de Russische Federatie werd de republiek opnieuw verdeeld: de stad Sebastopol werd een federale stad, net als Moskou en Sint-Petersburg, en de rest werd de gelijknamige federale 'Republiek van de Krim'.
Rusland rechtvaardigde de annexatie op historische gronden, maar schond hiermee een bepaling uit het non-proliferatieverdrag waarbij Oekraïne afstand had gedaan van de bij de onafhankelijkheid "geërfde" sovjetkernwapens op voorwaarde van het respecteren van de 'territoriale integriteit' en 'politieke onafhankelijkheid' van Oekraïne. Volgens Vladimir Poetin was de annexatie van de Krim nodig om de etnische Russen en de Zwarte Zeevloot te beschermen.

### Internationale status

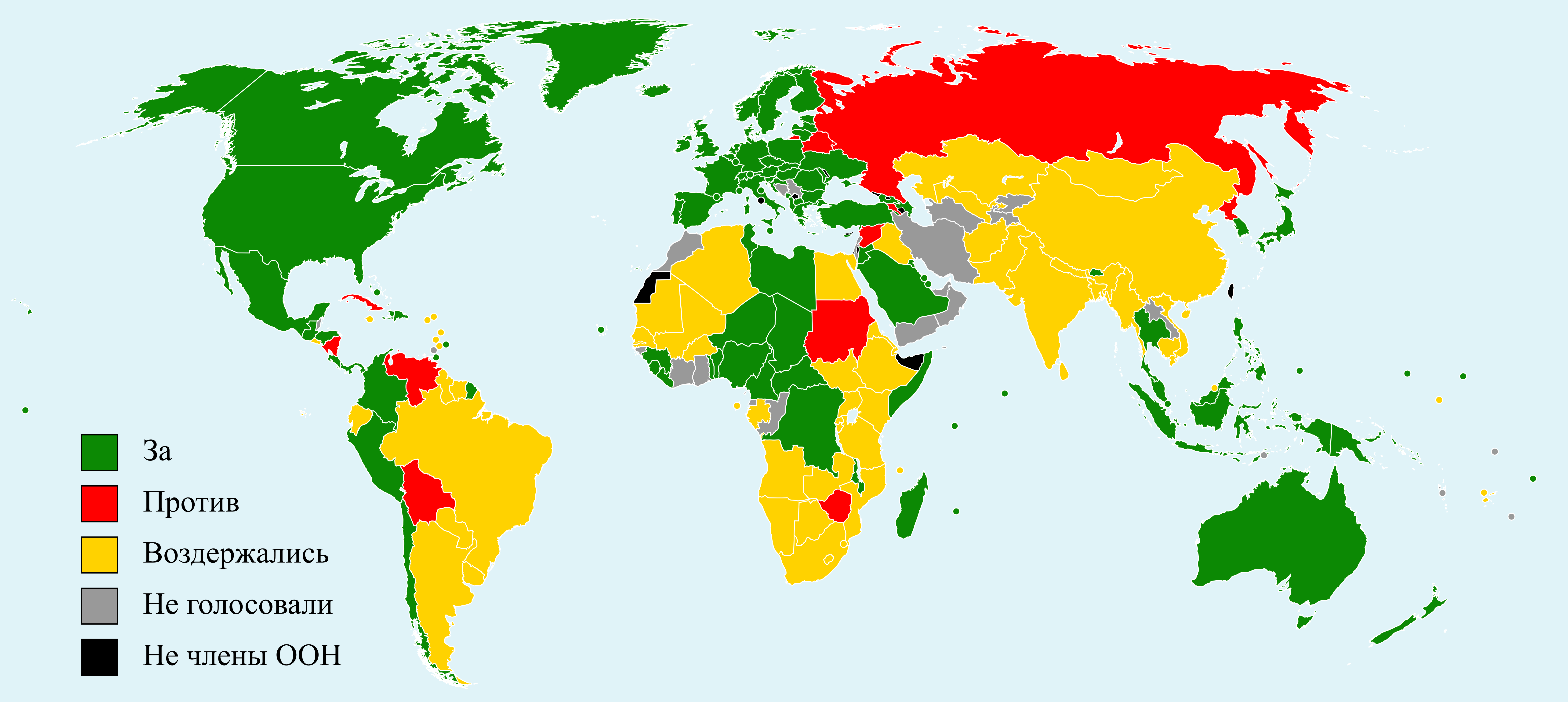
Resolutie 68/262 Algemene Vergadering Verenigde Naties van 27 maart 2014 over de territoriale integriteit van Oekraïne:
Voor
Tegen
Onthouding
Niet gestemd
Geen VN-lid.

Het referendum, het uitroepen van de onafhankelijkheid van de Krimrepubliek, alsmede de Russische bezetting en annexatie van de Krim werden niet erkend door Oekraïne, de Europese Unie en de Verenigde Staten. Vrijwel de gehele internationale gemeenschap volgde dit, met uitzondering van Afghanistan, Kazachstan, Kirgizië, Noord-Korea, Syrië, Venezuela en Wit-Rusland.
De Oekraïense regering maakte bekend dat het Rusland zou gaan aanklagen vanwege de annexatie van de Krim. Volgens het Oekraïense persbureau Unian zou de Oekraïense regering bij onder meer het Internationaal Zeerechttribunaal en het Internationaal Gerechtshof de annexatie aanhangig maken.

## Economische implicaties
Hoewel de salarissen aanvankelijk (direct na de annexatie) stegen, vooral die van overheidsmedewerkers, werd dit al snel gecompenseerd door de prijsstijgingen als gevolg van de waardevermindering van de roebel. Vervolgens, nadat de Russische autoriteit was opgericht, werd het loon opnieuw met 30% tot 70% verlaagd. Het toerisme, voorheen de belangrijkste industrie van de Krim, had met name te lijden; het was in 2015 50% lager dan in 2014.

## Internationale reacties
Het Europees Parlement nam op 27 februari 2014 een resolutie aan, waarin het zei nog steeds open te staan voor de associatieovereenkomst en zelfs een Oekraïens EU-lidmaatschap, zolang Oekraïne zich zou houden aan de voorwaarde van democratische en grondwettelijke vrijheden, de rechten van minderheden zou respecteren en een rechtsstaat zou garanderen. Op korte termijn moesten er vrije en eerlijke presidents- en parlementsverkiezingen plaatsvinden. De EU moest Oekraïne helpen met corruptiebestrijding, economisch herstel en hervormingen. Separatisme diende niet te worden aangewakkerd, maar de rechten van de Russische minderheid moesten wel gewaarborgd blijven. Rusland diende de territoriale integriteit van Oekraïne te respecteren.
Secretaris-generaal Ban Ki-moon van de Verenigde Naties liet weten "zeer bezorgd te zijn over de verslechterende situatie in Oekraïne en in het bijzonder over de recente ontwikkelingen die een gevaar zijn voor de natie, vrijheid en territoriale integriteit van het land". Hij riep in een telefoongesprek met Poetin op tot een dialoog met de autoriteiten in Kiev.
De Amerikaanse president Barack Obama verklaarde op 28 februari 2014: "Gedurende deze hele crisis zijn we duidelijk geweest over één fundamenteel principe: het Oekraïense volk verdient het recht om zijn eigen toekomst te bepalen. Samen met onze Europese bondgenoten hebben we opgeroepen tot een einde aan het geweld en Oekraïners aangemoedigd om een koers te volgen waarin zij hun land stabiliseren, een regering smeden met een brede basis en dit voorjaar nieuwe verkiezingen houden."
NAVO-secretaris-generaal Anders Fogh Rasmussen meldde op 1 maart 2014 in een tweet: "Rusland moet Oekraïnes soevereiniteit, territoriale integriteit & grenzen respecteren, ook met betrekking tot de beweging van Russische troepen in Oekraïne." In een andere schreef hij: "Dringende behoefte aan de-escalatie in de Krim. NAVO-bondgenoten blijven de ontwikkelingen nauwgezet in de gaten houden."
Op 2 maart liet de NAVO na spoedberaad in een officiële verklaring weten dat Rusland zijn leger moest terugtrekken, omdat het door zijn militaire ingrijpen in Oekraïne het internationale recht schond.
De Belgische premier Elio Di Rupo schreef op 1 maart 2014 in een tweet: "Russische troepen in Oekraïne: zeer bezorgd door situatie. België vraagt het strikte respect van het internationaal recht door iedereen."
De Nederlandse minister-president Mark Rutte vertelde de media op 1 maart 2014 dat het voor Nederland belangrijk was om "nauw op te trekken met onze bondgenoten Duitsland en Engeland en Amerika". Binnen NAVO-verband moest Nederland er volgens Rutte voor zorgen dat het land op een verstandige manier probeerde de situatie niet te laten escaleren. Op 2 maart stuurde minister Timmermans van Buitenlandse Zaken een brief aan de Tweede Kamer, waarin hij verslag deed van de ontwikkelingen en aangaf wat het standpunt van de Nederlandse regering is.
Volgens de Duitse bondskanselier Angela Merkel schond de Russische president Vladimir Poetin de internationale rechten. Dit zei Merkel in een persoonlijk telefoongesprek met de Russische president.
Op 4 maart 2014 hadden Barack Obama en Angela Merkel telefonisch contact over de situatie op de Krim. Hieruit vloeide een voorstel voort om de crisis te beëindigen. Het voorstel aan Rusland behelsde drie punten:
- Rusland moest zijn troepen terugtrekken naar de eigen legerbases.
- Het aantal Russische soldaten in Oekraïne moest beperkt worden tot 11.000 manschappen.
- Internationale waarnemers moesten worden toegelaten die zouden gaan toezien op het naleven van de rechten van etnische Russen in Oekraïne.[34]

De Algemene Vergadering van de Verenigde Naties beschouwde het referendum op 16 maart 2014 als illegaal. Op 27 maart 2014 nam de Algemene Vergadering met 100 stemmen vóór, 11 tegen en 58 onthoudingen resolutie 68/262 aan, waarin het door de Moskou-gesteunde referendum van de Krim ongeldig werd verklaard.
Onder de landen die de annexatie van de Krim door de Russische Federatie in de VN veroordeelden, waren de Verenigde Staten, alle landen van de Europese Unie, Noorwegen, IJsland, Canada, Australië, Nieuw-Zeeland, Japan, Jordanië en Georgië. Een ander gevolg was dat Zweden en Finland, die voorheen militair neutraal waren, de soevereiniteit van Rusland over de Krim niet erkenden en begonnen te overwegen om zich aan te sluiten bij de Noord-Atlantische Verdragsorganisatie en de samenwerking met de NAVO te versterken.